# 南社乡
南社乡是中国陕西省渭南市富平县下辖的一个乡。

## 行政区划
南社乡下辖以下行政区：
亭子村、竹园村、张王村、肖郭村、湾渡村、教场村、解放村、南社村